# Torre de San Miguel (Belmonte de Gracián)
La torre de San Miguel de la localidad zaragozana de Belmonte de Gracián es un torre campanario anexa a la iglesia de San Miguel Arcángel (Belmonte de Gracián).

## Descripción
Se trata de una torre mudéjar del siglo XIV con estructura de alminar almohade, estando el primer cuerpo en sus primeros dos tercios construidos en tapial sin ningún tipo de decoración y a partir de ahí comienza la construcción en ladrillo con distintos motivos decorativos incorporando ataifores a la fachada. Tiene un machón central sobre el que se asientan las escaleras. Al llegar al segundo cuerpo se interrumpe el machón central y se abre una estancia abierta para el cuerpo de campanas.